# Beyuk-Alateymur
Beyuk-Alateymur är en ort i Azerbajdzjan.   Den ligger i distriktet Qax Rayonu, i den nordvästra delen av landet, 280 kilometer väster om huvudstaden Baku. Beyuk-Alateymur ligger 297 meter över havet och antalet invånare är 720.
Terrängen runt Beyuk-Alateymur är varierad. Närmaste större samhälle är Qax, 8,0 kilometer öster om Beyuk-Alateymur.
Omgivningarna runt Beyuk-Alateymur är en mosaik av jordbruksmark och naturlig växtlighet. Runt Beyuk-Alateymur är det ganska glesbefolkat, med 35 invånare per kvadratkilometer.